# Anouska Hempel
Anouska Hempel, née à Wellington, le 13 décembre 1941, est une actrice britannique d'origine néo-zélandaise. De nos jours architecte et décoratrice d'intérieur, elle est une personnalité mondaine de Londres.

## Présentation
Anouska Hempel, née Anne Geissler, est également connue sous les noms de Anoushka Hempel ou de Lady Weinberg.

### Biographie
Anouska Hempel a des origines russes et suisses alémaniques. Son père émigre en Nouvelle-Zélande, où elle est née. Sa famille déménage ensuite en Australie, à  Cronulla, au sud de Sydney. Son père y ouvre un garage de réparation automobile. Anouska étudie au lycée de Sutherland. En 1962, elle quitte l'Australie et gagne l'Angleterre avec 10 £ en poche.
Deux ans plus tard, elle épouse Constantine Johannes Hempel, avec qui elle a une fille. Journaliste et promoteur immobilier, il se tue dans un accident de voiture à Knightsbridge. Anouka se remarie en 1978 avec le producteur de théâtre Bill Kenwright. Le couple divorce début 1980 après seulement deux ans de mariage. Le 24 mars de cette même année 1980, Anouska se remarie avec sir Mark Aubrey Weinberg, avec qui elle a un fils prénommé Jonathan.

### Carrière
Anouska Hempel apparaît pour la première fois à l'écran en 1963 dans le film Le Baiser du vampire. En 1969, joue un des « anges de la mort » dans le film de James Bond intitulé Au service secret de Sa Majesté. Elle enchaîne ensuite les rôles dans Les Cicatrices de Dracula (1970), The Magnificent Seven Deadly Sins (1971), Go for a Take (1972), Tiffany Jones (1973), le porno soft de Russ Meyer intitulé Black Snake (1973),, Double Exposure (1977), et Lady Oscar (1979), réalisé par Jacques Demy.
À la télévision, elle joue dans les séries UFO, alerte dans l'espace et Cosmos 1999. En 1998, une rumeur indique qu'elle a racheté les droits de Tiffany Jones et de Black Snake pour le Royaume-Uni afin d'en stopper la distribution et s'assurer qu'aucune diffusion télévisée ou vente vidéo ne soit plus possible dans le pays. Elle met un terme à sa carrière d'actrice et se lance dans une carrière d'hôtellerie et de décoratrice d'intérieur. En 2002, elle est classée par  le magazine américain Architectural Digest dans le top 100 mondial des architectes et décorateurs d'intérieur.

## Filmographie
| Année | Film                                   | Rôle                                | Notes |
| ----- | -------------------------------------- | ----------------------------------- | ----- |
| 1963  | Le Baiser du vampire                   |                                     |       |
| 1969  | Au service secret de Sa Majesté        | Fille australienne                  |       |
| 1970  | The Breaking of Bumbo (en)             | Débutante                           |       |
| 1970  | Les Cicatrices de Dracula              | Tania                               |       |
| 1971  | The Magnificent Seven Deadly Sins (en) | Blonde                              |       |
| 1971  | Carry on at Your Convenience (en)      | Cantinière                          |       |
| 1972  | Go for a Take (en)                     | Suzi Eckmann                        |       |
| 1973  | Tiffany Jones (en)                     | Tiffany Jones                       |       |
| 1973  | Black Snake (en)                       | Lady Susan Walker                   |       |
| 1977  | Double Exposure                        | Simone                              |       |
| 1979  | Lady Oscar                             | Jeanne Vallois / Jeanne de la Motte |       |

| Année     | Film                      | Rôle     | Notes                         |
| --------- | ------------------------- | -------- | ----------------------------- |
| 1970-1971 | UFO, alerte dans l'espace |          |                               |
| 1971      | Amicalement vôtre         | Carla II | Épisode 13 : Formule à vendre |
| 1975-1978 | Cosmos 1999               |          |                               |